# Leyes de afinidad
Un cambio en el tamaño del diámetro del impulsor o de la velocidad del eje afecta al flujo volumétrico o a la velocidad al primer orden; la presión estática al segundo orden; y la potencia eléctrica del motor de la bomba al tercer orden.
Ley 1. Diámetro del impulsor (D) constante:
Ley 1a. El flujo es proporcional a la velocidad del eje:
{\displaystyle {Q_{1} \over \ Q_{2}}={\left({N_{1} \over N_{2}}\right)}}
Ley 1b. La presión estática es proporcional al cuadrado de la velocidad del eje:
{\displaystyle {H_{1} \over H_{2}}={\left({N_{1} \over N_{2}}\right)^{2}}}
Ley 1c. La potencia eléctrica absorbida por el motor de la bomba es proporcional al cubo de la velocidad del eje:
{\displaystyle {P_{1} \over P_{2}}={\left({N_{1} \over N_{2}}\right)^{3}}}
Ley 2 2. Velocidad de eje (N) constante:
ley 2a. La variación en el flujo es proporcional a la relación entre los diámetros del impulsor:
{\displaystyle {Q_{1} \over \ Q_{2}}={\left({D_{1} \over D_{2}}\right)}}
Ley 2b. La variación en la presión estática es proporcional al cuadrado de la relación entre los diámetros del impulsor:
{\displaystyle {H_{1} \over H_{2}}={\left({D_{1} \over D_{2}}\right)^{2}}}
Ley 2c. La variación en la potencia eléctrica absorbida por el motor de la bomba es proporcional al cubo de la relación entre los diámetros del impulsor:
{\displaystyle {P_{1} \over P_{2}}={\left({D_{1} \over D_{2}}\right)^{3}}}
donde
- {\displaystyle Q}es el flujo volumétrico (e.g. CFM, GPM or L/s),
- {\displaystyle D}es el diámetro del impulsor (e.g. in or mm),
- {\displaystyle N}es la velocidad del eje (e.g. rpm),
- {\displaystyle H}es la presión estática de la bomba (e.g. ft or m), y
- {\displaystyle P}es la potencia absorbida por el motor de la bomba (e.g. W).

Esta ley presupone que la eficiencia de la bomba o ventilador permanece constante, es decir, {\displaystyle \eta _{1}=\eta _{2}}. Tratándose de bombas, las leyes funcionan bien en los casos en que el diámetro del impulsor sea constante y la velocidad sea variable (Ley 1), pero se ajustan menos a la realidad cuando se trata de los casos en que la velocidad sea constante y el diámetro del impulsor sea variable (Ley 2).
- Datos: Q632736